# Maurice Pradines
Maurice Pradines (* 28. März 1874 in Glovelier, Schweiz; † 26. März 1958 in Paris) war ein französischer Philosoph, der sich vor allem der philosophischen Anthropologie und speziell der Sinnesphilosophie gewidmet hat.

## Zum Werk
Innerhalb der Sinnesphilosophie ist Pradines Lehre vom Bewusstsein besonders bekannt geworden: Das wahrnehmende Bewusstsein beruht auf den beiden elementaren Lebensfunktionen des „Bedürfnis“ und der „Verteidigung“. Dem Bedürfnis sind die Bedürfnissinne des Geruchs und des Geschmacks zugeordnet. Das Bedürfnis repräsentiert die Vorwegnahme eines abwesenden Erfüllungsobjektes. Die Verteidigungssinne – das sind nach Pradines der Tastsinn und alle höheren Sinne – leisten abwehrende Reaktionen des gereizten Lebensprozesses. Die originäre Reizung eines Organismus differenziert sich einerseits in Richtung der Wahrnehmung und andererseits in Richtung der Schmerzfähigkeit. Die Schmerzfähigkeit selbst ist als sensorische Differenzierung auf die originäre organismische Reizbarkeit hin entstanden. Die Fernwahrnehmung dagegen entlastet den Organismus von der unmittelbar schmerzhaften Berührung. Nach Pradines gibt es hier eine tiefe innere Beziehung zwischen Wahrnehmung, Bewusstsein und Intelligenz auf der einen und dem Schmerz auf der anderen Seite. Das Bewusstsein ist von seiner Herkunft her wesentlich der Außenwelt zugewandt.

## Ausgaben
- Maurice Pradines: Philosophie de la sensation, 1932 ff., 3 Bände
- Maurice Pradines: Traité de psychologie génerale, 1946